# Ilex keranjiensis
Ilex keranjiensis är en järneksväxtart som beskrevs av S. Andrews. Ilex keranjiensis ingår i släktet järnekar, och familjen järneksväxter. Inga underarter finns listade i Catalogue of Life.